# خالد ألفي
خالد ألفي (بالإنجليزية: Khalid Alvi)‏ هو كاتب هندي، ولد في 20 يونيو 1962.